# Edgar Becerra
Edgar Alfonso Becerra Yañez (ur. 7 kwietnia 1978) – wenezuelski zapaśnik w stylu wolnym. Zajął 27. miejsce na mistrzostwach świata w 2003. Srebrny medal na igrzyskach panamerykańskich w 2003 i na mistrzostwach panamerykańskich w 2006. Złoty medal na igrzyskach Ameryki Południowej w 2006 i trzeci w 1998. Brązowy medalista igrzysk Ameryki Środkowej i Karaibów w 2006 roku.